# Cmentarz Komunalny Południowy w Warszawie
Cmentarz Komunalny Południowy w Warszawie – założona w 1999 nekropolia Warszawy, zlokalizowana w miejscowości Antoninów w gminie Piaseczno. Obiektem zarządza Miasto Stołeczne Warszawa – Zarząd Cmentarzy Komunalnych.
Pierwszego pochówku dokonano tu w październiku 1999. Jako jedyny cmentarz komunalny w stolicy ma pozwolenie na budowanie grobowców w formie kapliczek.

## Położenie
Cmentarz leży w pobliżu trasy wylotowej na Kraków (7 (E77)), w Antoninowie (w pobliżu Magdalenki i Piaseczna), na skraju Lasów Sękocińskich. Powierzchnia całkowita nekropolii zajmuje ponad 50 ha, z czego do użytku dotychczas oddano 27 ha.

## Opis
Cmentarz Komunalny Południowy został zaprojektowany przez Piotra Szaroszyka.
Zgodnie z planem, groby najgłębsze (z największą liczbą kondygnacji) umieszczano po zachodniej stronie, natomiast te płytsze po wschodniej. Na cmentarzu wybudowano już pierwszy grobowiec w formie kapliczki. Obłożona polnymi kamieniami budowla może pomieścić 30–40 ciał.
Na terenie nekropolii możliwe są wszystkie formy pochówku, a oprócz tego prochy zmarłych można również rozsypać na „Łące pamięci”. 
Uroczystości pogrzebowe odbywają się w Domu Przedpogrzebowym mieszczącym dwie sale ceremonialne. Jedna z sal ceremonialnych pełni funkcję katolickiej kaplicy cmentarnej pod wezwaniem Zmartwychwstania Pańskiego, w której katolicką posługę pogrzebową sprawują kapłani parafii Najświętszego Serca Pana Jezusa w Przypkach. W kaplicy tej w każdą niedzielę odprawiane są również msze święte. Druga z sal jest salą świecką, w której wykonywane są ceremonie świeckie i różnych wyznań.
Cmentarz Komunalny Południowy jest cmentarzem miejskim, zarządzanym przez Miasto Stołeczne Warszawę – Zarząd Cmentarzy Komunalnych.

## Galeria

Widok od frontu na kaplicę cmentarną
Jedna z większych alei cmentarza
Wiodąca alejka nekropolii
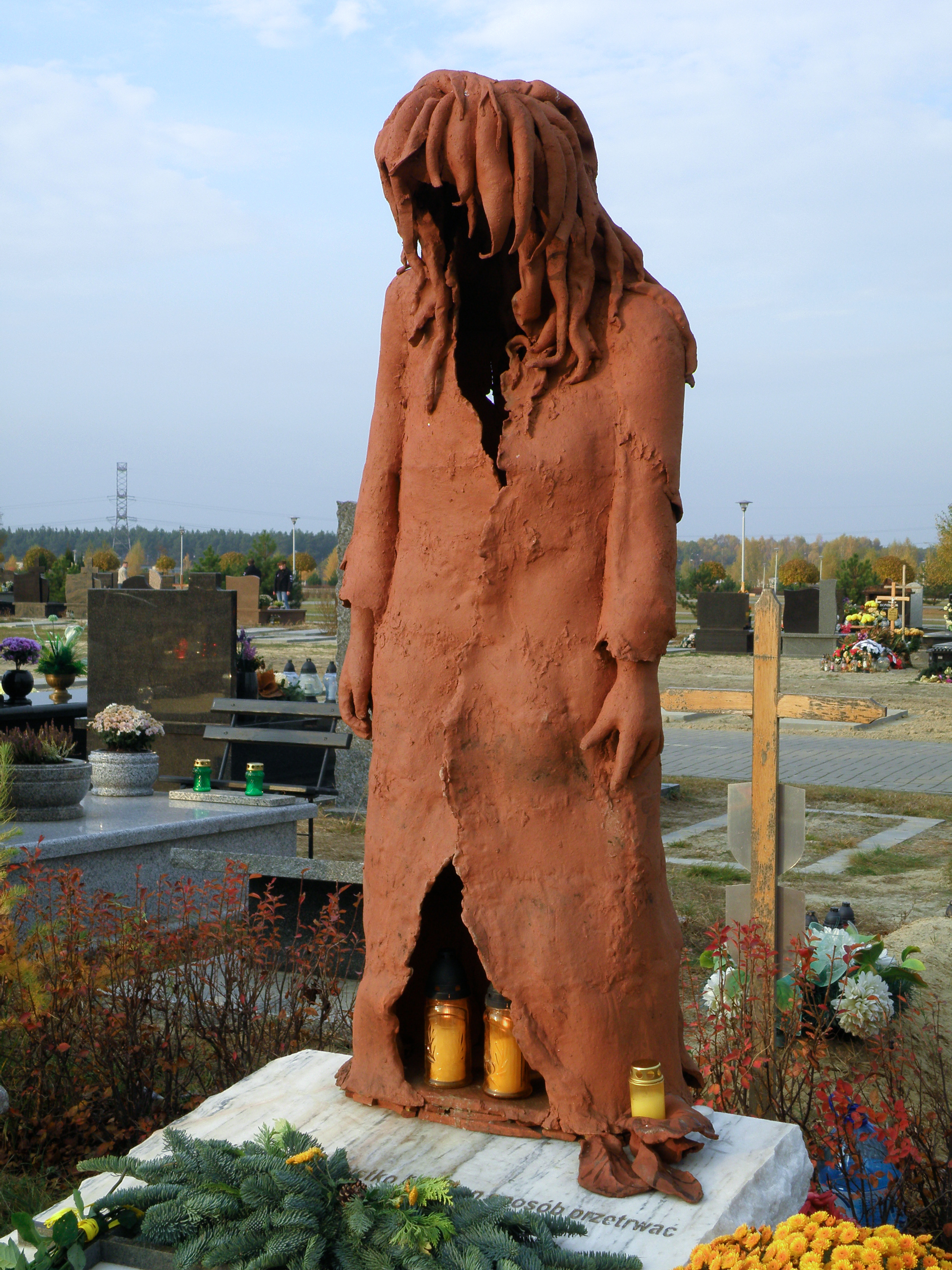
Grób artysty rzeźbiarza Michała Rogińskiego
Cmentarz latem (w oddali kwatera mieszcząca m.in. groby osób pochowanych przez opiekę społeczną)
Kwatera z grobami ufundowanymi przez opiekę społeczną
Widok na jedno z kolumbariów.
Nekropolia zimą.